# Bulbophyllum similare
Bulbophyllum similare là một loài phong lan thuộc chi Bulbophyllum.